# Народный комиссариат по военным и морским делам СССР
Наро́дный комиссариа́т по вое́нным и морски́м дела́м СССР (сокр. Наркомвоенмо́р) — центральный орган военного управления, осуществлявший руководство ВС СССР с 12 ноября 1923 по 15 марта 1934 года.
В литературе встречается сокращение данного наркомата — Народный комиссариат по военным и морским делам (аббрев. НК ВиМД СССР).

## История
Народный комиссариат был образован из двух самостоятельных народных комиссариатов (по военным и морским делам РСФСР). Упразднён в связи с образованием Народного комиссариата обороны Союза ССР.

## Наркомы
Народный комиссариат возглавлял Народный комиссар по военным и морским делам Союза ССР, в различный период времени на этой должности находились:
- Троцкий, Лев Давидович — 12 ноября 1923 года — 26 января 1925
- Фрунзе, Михаил Васильевич — 26 января — 31 октября 1925 года
- Ворошилов, Климент Ефремович — 6 ноября 1925 года — 20 июня 1934 года